# Green Street Green
Green Street Green est une zone anglaise située au sud-est de Londres, dans le borough londonien de Bromley.